# Марта Асас
Марта Асас (ісп. Marta Hazas, *31 грудня 1977, Сантандер, Іспанія) — іспанська акторка найбільш відома роллю Амелії Угарте в популярному серіалі «Чорна лагуна».

## Вибіркова фільмографія
- «8 побачень» (2007)
- «Зворотній бік кохання» (2011)
- «Чорна лагуна» (2008)
- «Моя вина» (2023)